# 2008年北京オリンピックのイタリア選手団
2008年北京オリンピックのイタリア選手団（2008ねんペキンオリンピックのイタリアせんしゅだん）は、2008年8月8日から8月24日にかけて中国の北京を主として開催された2008年北京オリンピックのイタリア選手団、およびその競技結果。

## 概要
今大会は金メダル8個、銀メダル9個、銅メダル10個の合計27個のメダルを獲得した。

## メダル
| メダル | 選手名                                                                                              | 競技         | 種目                             |
| ------ | --------------------------------------------------------------------------------------------------- | ------------ | -------------------------------- |
| 金     | アレックス・シュバーツァー                                                                          | 陸上         | 男子50km競歩                     |
| 金     | フェデリカ・ペレグリニ                                                                              | 競泳         | 女子200m自由形                   |
| 金     | ロベルト・カンマレーレ                                                                              | ボクシング   | 男子スーパーヘビー級             |
| 金     | アンドレア・ミングッツィ                                                                            | レスリング   | 男子グレコローマンスタイル84kg級 |
| 金     | マッテオ・タリアリオル                                                                              | フェンシング | 男子エペ個人                     |
| 金     | バレンチナ・ベッツァーリ                                                                            | フェンシング | 女子フルーレ個人                 |
| 金     | ジュリア・クインタバレ                                                                              | 柔道         | 女子57kg級                       |
| 金     | キアラ・カイネロ                                                                                    | 射撃         | 女子スキート                     |
| 銀     | アレシア・フィリピ                                                                                  | 競泳         | 女子800m自由形                   |
| 銀     | ルカ・アガメノーニ シモーネ・ベニエル ロッサノ・ガルタロッサ シモーネ・ライネリ                     | ボート       | 男子クオドルプルスカル           |
| 銀     | クレメンテ・ルッソ                                                                                  | ボクシング   | 男子ヘビー級                     |
| 銀     | アレッサンドラ・センシーニ                                                                          | セーリング   | 女子RS-X級                       |
| 銀     | ジョバンニ・ペリエロ                                                                                | 射撃         | 男子トラップ                     |
| 銀     | フランチェスコ・ダニエロ                                                                            | 射撃         | 男子ダブルトラップ               |
| 銀     | ヨセファ・イデム                                                                                    | カヌー       | 女子K1人乗り500m                 |
| 銀     | イラリオ・ディブオ マルコ・ガリアッツォ マウロ・ネスポリ                                            | アーチェリー | 男子団体                         |
| 銀     | マウロ・サルミエント                                                                                | テコンドー   | 男子80kg級                       |
| 銅     | エリザ・リガウド                                                                                    | 陸上         | 女子20km競歩                     |
| 銅     | ヴィンチェンツォ・ピカルディ                                                                        | ボクシング   | 男子フライ級                     |
| 銅     | ディエゴ・ロメロ                                                                                    | セーリング   | 男子レーザー級                   |
| 銅     | タティアーナ・グデルツォ                                                                            | 自転車       | 女子個人ロードレース             |
| 銅     | ステファノ・カロッツォ ディエゴ・コンファロニエリ アルフレッド・ロタ マッテオ・タリアリオル         | フェンシング | 男子エペ団体                     |
| 銅     | サルバトーレ・サンツォ                                                                              | フェンシング | 男子フルーレ個人                 |
| 銅     | アルド・モンタノ ジャンピエロ・パストーレ ルイジ・タランティーノ ディエゴ・オッキウツィ             | フェンシング | 男子サーブル団体                 |
| 銅     | マルゲリータ・グランバッシ                                                                          | フェンシング | 女子フルーレ個人                 |
| 銅     | マルゲリータ・グランバッシ イラリア・サルバトーリ ジョバンナ・トリリーニク バレンチナ・ベッツァーリ | フェンシング | 女子フルーレ団体                 |
| 銅     | アンドレア・ファッキン アントニオ・スカドゥート                                                     | カヌー       | 男子K2人乗り1000m                |

## 自転車

### 男子
- パオロ・ベッティーニ
- ダミアーノ・クネゴ
- ダヴィデ・レベッリン
- アレッサンドロ・バッラン
- マルコ・ピノッティ